# Julia Simon
Julia Simon (n. 9 octombrie 1996, Albertville, Rhône-Alpes, Franța) este o biatlonistă ce a reprezentat Franța, medaliată olimpică. A participat la 2 ediții ale Jocurilor Olimpice (2018, 2022) în care a câștigat o medalie de argint.